# 조미미
조미미(曺美美, 1947년 1월 17일 ~ 2012년 9월 9일)는 대한민국의 여성 가수이다.

## 학력
- 목포여자고등학교 졸업

## 이력
전라남도 영광에서 출생한 그녀는 전라남도 목포에서 성장하였고 1965년 〈떠나온 목포항〉으로 데뷔하였으며, 1969년 발표한 〈여자의 꿈〉은 크게 인기를 끌었다. 이후 〈바다가 육지라면〉, 〈선생님〉, 〈먼데서 오신 손님〉 등을 히트시켰다.
2000년에 재일교포 사업가인 남편과 일본으로 건너가 생활하다가 2010년 귀국하여 타계 전까지 가요무대에서 활동하다가 2012년 9월 9일 서울특별시 구로구 오류동의 자택에서 간암으로 인해 사망하였다. 향년 66세.

## 디스코그래피
- 나훈아 조미미 히트송 메들리 제1집 (1979년 12월 11일)
- 2집 정／잊을 수가 있을까 (1979년 12월 1일)
- 조미미 제 3집 (1980년 2월 1일)
- 4집 (1985년 4월 3일)
- 5집 (1985년 6월 20일)
- 오리지날 히트송 2집 (1990년 2월)
- 조미미 히트전집 (1993년 2월)
- 조미미의 애창곡 (1994년 6월)
- 조미미 골든 베스트 콜렉션 (1995년 1월 1일)
- 조미미 골드 (1996년)
- 조미미 전곡 BEST HIT (1996년 6월 1일)
- 향수의 가요무대(도롯도) - 조미미 (2006년 7월 12일)
- 조미미 메들리 제1집 (2010년 4년 5일)